# Georg von Békésy
Georg von Békésy (en hongarès: Békésy György) (Budapest, Imperi Austrohongarès 1899 - Honolulu, EUA 1972), fou un biofísic i professor universitari hongarès guardonat amb el Premi Nobel de Medicina o Fisiologia l'any 1961.

## Biografia
Va néixer el 3 de juny de 1899 a la ciutat de Budapest, en aquells moments situada a l'Imperi Austrohongarès però que avui dia és la capital d'Hongria. Realitzà els seus estudis secundaris en diverses escoles de Budapest, Istanbul, Múnic i Zúric, i estudià química a la Universitat de Berna i es doctorà a la Universitat de Budapest l'any 1926. Durant la Segona Guerra Mundial treballà al Servei Postal hongarès, on realitzà recercques al voltant de les telecomunicacions i especialment sobre l'oïda. El 1946 abandonà el seu país i s'establí a Estocolm treballant a l'Institut Karolinka. L'any següent emigrà als Estats Units, on fou professor de la Universitat Harvard fins al 1966 i posteriorment de la Universitat de Hawaii.
Va morir el 13 de juny de 1972 a la ciutat de Honolulu, població situada a l'estat nord-americà de Hawaii.

## Recerca científica
Inicià la seva recerca científica durant la seva estada al Servei Postal hongarès, on dugué a terme estudis sobre les telecomunicacions i s'interessà especialment sobre l'oïda. Desenvolupà la major part de la seva investigació al Laboratori de Psicoacústica de Harvard, observant la funció de la còclea en l'òrgan auditiu dels mamífers. A causa de l'estructura de la còclea i la membrana basilar, diverses freqüències del so causen les màximes amplituds d'ona succeïdes en diversos llocs d'aquesta membrana al llarg de la bobina de la còclea 
L'any 1961 li fou concedit el Premi Nobel de Medicina o Fisiologia pels seus descobriments del mecanisme físic de l'estímul dins de la còclea. La decisió del comitè no fou exempta de polèmica des del principi, i la investigació de les últimes dècades del segle xx va revelar que les conclusions principals de von Békésy eren errònies.